# Kent County (Rhode Island)
Kent County is een van de 5 county's in de Amerikaanse staat Rhode Island.
De county heeft een landoppervlakte van 441 km² en telt 167.090 inwoners (volkstelling 2000). De hoofdplaats is East Greenwich.

## Bevolkingsontwikkeling
Bristol · Kent · Newport · Providence · Washington